# 고리야마시
고리야마시(일본어: 郡山市)는 일본 후쿠시마현 중앙부에 있는 시이다.

## 개요
중앙 분수계인 오우산맥을 동서로 걸친다. 서부는 동해 측인 이나와시로호 남안에 위치하고 동부는 아부쿠마 고지에 이른다.
시가지는 도치기현 우쓰노미야시와 미야기현 센다이시의 중간에 위치하고 도호쿠 신칸센·도호쿠 본선·도호쿠 자동차도·국도 4호선으로 연결되어 있다. 또 서쪽의 아이즈와카마쓰시와 니가타시, 동쪽의 이와키시로는 반에쓰 자동차도나 반에쓰니시선·반에쓰히가시선 및 국도 49호선으로 이동할 수 있다. 이 때문에 동일본의 교통 거점으로 발전하여 경제·내륙 공업·유통·교통의 요충지로 도호쿠 지방 제2의 인구와 경제 규모를 갖는 고리야마 도시권을 형성하고 있다.
이와 같은 거점성으로 인해 후쿠시마현 지역 방송으로 TV 방송국 2국과 FM 라디오 방송국 1국이 입지해 현청 소재지가 아님에도 불구하고 후쿠시마현의 정보 집산지 중 하나로 기능하고 있다. 민영 사업소 15,927개소, 상업 사업소 4,341개소, 연간 상품 판매액 1조 4913억 엔으로 후쿠시마현에서 가장 경제 규모가 큰 도시이며, 이러한 이유로 「상도」, 「경제 현도」로도 불리고 있다.
에도 시대에는 오슈 가도에 있는 고리야마주쿠가 있었는데, 고리야마시의 발전은 메이지 시대에 개삭된 아즈미 소수의 기여가 크다. 아즈미 소수는 농업용수로 현지 개척을 추진하고 공업용수·수력발전·음용수에도 이용되어 도시화에 기여했다. 또 고리야마역이 철도 노선의 분기역이 되어 사람과 물건이 집산했다. 다이쇼 시대에는 시제 시행으로 고리야마가 후쿠시마현의 최대 도시가 되었다.
전후의 고도 경제성장기에는 게이힌 공업지대의 기업들이 많이 진출하여 간토 지방과의 관계가 강해졌다.
시 서부의 후비키 고원에서는 풍차 33기, 발전소 출력 65,980kW(일본 2위)의 「고리야마 후비키 고원 풍력 발전소」가 전원개발 주식회사에 의해 건설되어 2006년 12월에 운전을 개시했다.
2014년 4월에는 산업기술종합연구소 후쿠시마 재생가능 에너지 연구소가 개소하여 시에서도 공공 시설에 태양광 발전 설비를 도입하는 등 재생가능 에너지의 도입, 보급 촉진에 적극적으로 임하고 있다.
2013년 9월 1일에는 추계 인구가 328,112명으로 그때까지 후쿠시마현에서 최대였던 이와키시를 웃돌아 1966년 이후 약 47년 만에 현내 최대 도시로 복귀했다. 그러나 2016년 1월 1일 다시 이와키시에 현내 최대 도시의 자리를 내주었다. 한편 2015년 국세조사에 의하면 인구밀도는 현내에서 제일 높다.
2018년 12월에는 정부가 도쿄 일극 집중을 해소하고 지방 활성화의 중심 거점이 되는 중추핵심도시 전국 82시 중 하나로 선정하였다.
2019년 1월에는 행정 서비스, 인구 감소 대책 등 각 지자체 공통과제 연계 중추도시권 형성을 위해 인근 14개 시정촌과 연계협약을 체결했다.
관광지로는 반다이아타미 온천(磐梯熱海温泉)과 이나와시로호(猪苗代湖) 등이 있다.

## 지리

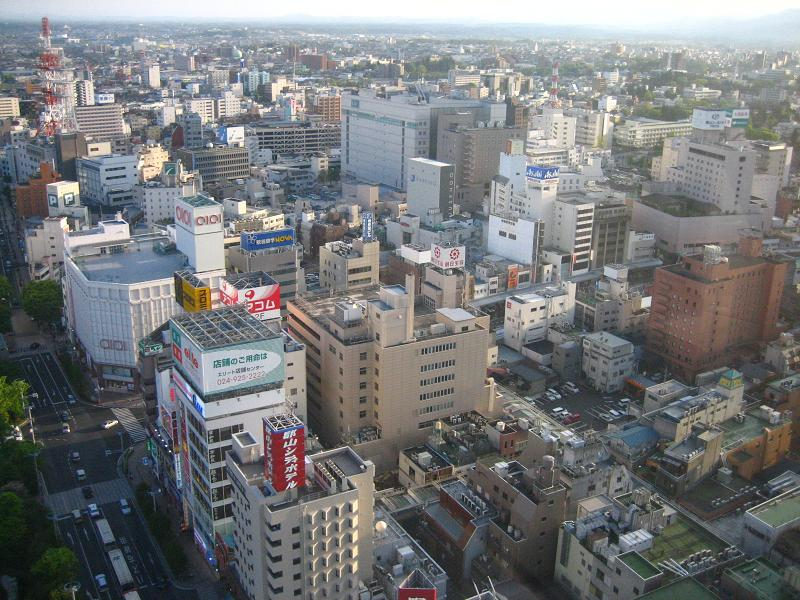
고리야마 중심가

후쿠시마현의 거의 중앙에 위치한다. 중심부에는 남쪽에서 북쪽으로 아부쿠마강이 흐른다. 면적은 넓고 고리야마역 주변 시가지는 고리야마 빅아이 전망대에서 바라볼 수 있다. 서쪽에는 이나와시로호가 펼쳐진다.

### 기후
연중 바람이 불어 건조한 기후이다. 시가지 서부의 이나와시로호나 고리야마산과 접하는 지역은 산은 낮고 겨울에는 눈이 오는 날이 있다.
| 고리야마시의 기후                                            | 고리야마시의 기후 | 고리야마시의 기후 | 고리야마시의 기후 | 고리야마시의 기후 | 고리야마시의 기후 | 고리야마시의 기후 | 고리야마시의 기후 | 고리야마시의 기후 | 고리야마시의 기후 | 고리야마시의 기후 | 고리야마시의 기후 | 고리야마시의 기후 | 고리야마시의 기후 |
| 월                                                           | 1월               | 2월               | 3월               | 4월               | 5월               | 6월               | 7월               | 8월               | 9월               | 10월              | 11월              | 12월              | 연간              |
| ------------------------------------------------------------ | ----------------- | ----------------- | ----------------- | ----------------- | ----------------- | ----------------- | ----------------- | ----------------- | ----------------- | ----------------- | ----------------- | ----------------- | ----------------- |
| 역대 최고 기온 °C (°F)                                       | 14.5 (58.1)       | 18.6 (65.5)       | 23.1 (73.6)       | 29.5 (85.1)       | 34.2 (93.6)       | 34.8 (94.6)       | 36.0 (96.8)       | 36.6 (97.9)       | 34.1 (93.4)       | 29.5 (85.1)       | 23.8 (74.8)       | 18.7 (65.7)       | 36.2 (97.2)       |
| 일평균 최고 기온 °C (°F)                                     | 4.5 (40.1)        | 5.5 (41.9)        | 9.5 (49.1)        | 16.1 (61.0)       | 21.6 (70.9)       | 24.8 (76.6)       | 28.0 (82.4)       | 29.4 (84.9)       | 25.2 (77.4)       | 19.4 (66.9)       | 13.5 (56.3)       | 7.5 (45.5)        | 17.1 (62.7)       |
| 일일 평균 기온 °C (°F)                                       | 0.9 (33.6)        | 1.4 (34.5)        | 4.6 (40.3)        | 10.5 (50.9)       | 16.2 (61.2)       | 20.0 (68.0)       | 23.5 (74.3)       | 24.5 (76.1)       | 20.4 (68.7)       | 14.5 (58.1)       | 8.6 (47.5)        | 3.4 (38.1)        | 12.4 (54.3)       |
| 일평균 최저 기온 °C (°F)                                     | −2.5 (27.5)       | −2.3 (27.9)       | 0.1 (32.2)        | 5.0 (41.0)        | 11.1 (52.0)       | 15.9 (60.6)       | 19.9 (67.8)       | 20.7 (69.3)       | 16.5 (61.7)       | 10.1 (50.2)       | 3.8 (38.8)        | −0.4 (31.3)       | 8.2 (46.7)        |
| 역대 최저 기온 °C (°F)                                       | −12.0 (10.4)      | −12.5 (9.5)       | −12.8 (9.0)       | −4.4 (24.1)       | 1.5 (34.7)        | 7.8 (46.0)        | 8.8 (47.8)        | 12.0 (53.6)       | 5.4 (41.7)        | −1.0 (30.2)       | −5.8 (21.6)       | −11.1 (12.0)      | −12.8 (9.0)       |
| 평균 강수량 mm (인치)                                        | 40.9 (1.61)       | 27.6 (1.09)       | 66.1 (2.60)       | 75.4 (2.97)       | 92.2 (3.63)       | 120.6 (4.75)      | 191.2 (7.53)      | 144.4 (5.69)      | 162.7 (6.41)      | 126.5 (4.98)      | 57.8 (2.28)       | 38.1 (1.50)       | 1,143.5 (45.04)   |
| 평균 강수일수 (≥ 1.0 mm)                                     | 7.3               | 5.7               | 9.1               | 9.0               | 9.7               | 11.4              | 14.0              | 11.3              | 11.3              | 8.9               | 6.9               | 7.3               | 111.9             |
| 평균 월간 일조시간                                           | 128.8             | 140.0             | 170.9             | 181.6             | 195.7             | 148.9             | 138.2             | 164.3             | 125.9             | 133.0             | 129.2             | 124.6             | 1,781.1           |
| 출처: 일본 기상청 (평년값: 1991년~2020년, 극값: 1976년~현재) |                   |                   |                   |                   |                   |                   |                   |                   |                   |                   |                   |                   |                   |

## 역사
고리야마는 교통의 중심에 있어 한때 슈쿠바(역참 마을)로 번창했다. 고리야마는 과거 아사카(安積)로 불렸다. 메이지 시대에 메이지 정부는 많은 가난한 사무라이들을 위해 개척 사업을 실시하였다. 결과적으로 아사카에 대형 식료품 시장이 개발되었고 인구가 증가하였다. 1945년 4월에는 제2차 세계 대전에서 미군 B-29 폭격기에 의한 대규모 공습을 받기도 했다. 이후 종전까지 3차례 폭격이 있었으며 주변 시가지 및 공장 지대를 포함해 괴멸적인 타격을 입고 많은 희생자를 냈다.
- 1924년 9월 1일 - 고리야마정, 고하라다촌이 합병하여 고리야마시가 신설되었다.
- 1925년 6월 1일 - 구와노촌을 편입하였다.
- 1955년
  - 3월 31일 - 오쓰키정을 편입하였다.
  - 11월 15일 - 이와에촌의 일부(시라이와, 시모시라이와, 가미모우라, 시모모우라, 야스하라, 요코카와)를 편입하였다.
- 1965년 5월 1일 - 고리야마시와 아사카군의 모든 정촌(아사카정·미호타촌·오세촌·가타히라촌·기쿠타촌·히와다정·후쿠야마정·고난촌·아타미정), 다무라군 다무라정과 합병하여 고리야마시가 새롭게 설치되었다. 동시에 아사카군이 소멸하였다.
- 1965년 8월 1일 - 다무라군 니시다촌·나카타촌을 편입하였다.
- 1997년 4월 1일 - 중핵시로 지정되었다.

## 경제
2007년도 통계에서 민영 사업소 수 15,927개소, 상업 사업소 수 4,341개소, 연간 상품 판매액 1조 4,913억 엔으로 모두 후쿠시마현에서 1위이며, 도호쿠 지방에서는 센다이에 이어 2위의 경제 규모이다.
연간 상품 판매액의 현내 점유율에서는 도매업의 40.8%, 소매업의 20.4%를 차지하고 있으며, 이로 인해 후쿠시마현의 '상도(商都)' '경제 현도(經濟縣都)'로도 불리며 고리야마 도시권을 형성하고 있다.
교통의 요충지 '육지의 항구'
도쿄 도시권에서 200km 권내에 위치해 도쿄역과 고리야마역을 최단 77분에 연결하는 도호쿠 신칸센을 비롯해 도호쿠 자동차도, 이와에쓰 자동차도, 인근 후쿠시마 공항과 고속 교통망이 연달아 정비되면서 동일본의 교통 거점으로 발전하여 경제·내륙 공업·유통·교통의 요충지로 「육지 항구」로 칭해지며 발전을 이루어 왔다. 시내에는 일본 유수의 부지면적 203,000m2를 가지는 고리야마 화물터미널역도 있어 최근의 전환 교통의 진전으로 물류 거점으로서의 중요성도 더해지고 있다.
후쿠시마현의 중앙에 위치해 시내에 5개의 고속도로 인터체인지와 도호쿠·반에쓰 자동차도가 교차하는 고리야마 분기점을 가진 지리적 우위성이 있어 일본에서 전국 규모로 전개하는 기업이 후쿠시마현 내에 거점을 두는 경우 그 대부분이 고리야마시를 선택하고 있어 지사·지점·지역 자회사가 집중하는 지점 경제도시이기도 하다.
컨벤션 도시
고리야마시에서는 교류 인구 확대와 지역 진흥을 위해 각종 전시회 및 학회 유치 등에 적극적으로 나서 컨벤션 도시로 나아갈 것을 정책으로 내걸고 있다. 빅팔레트 후쿠시마와 고리야마 유락스 아타미, 호텔·여관 등 컨벤션 시설도 잘 갖추어져 있어 이벤트나 회합, 연수가 활발하게 개최되고 있다. 2014년도의 컨벤션 개최 건수는 850건이었다.
새로운 산업의 진흥
이전부터 후쿠시마현 하이테크 플라자, 니혼 대학 공학부 부지 내에 설치한 고리야마 지역 테크노폴리스 만들기 인큐베이션 센터 등을 통해서 산업 진흥과 벤처기업 지원에 임해 왔지만 근래에는 국가, 현 등 산학관 제휴에 의한 재생가능 에너지, 의료기기 산업이 지진 재해 이후 산업 부흥의 기둥으로 자리매김하여, 산업종합연구소 후쿠시마 재생가능 에너지 연구소(2014년 개소)와 후쿠시마 의료기기 개발지원센터의 중심부에 의한 산업 부흥의 기둥으로 자리매김했다.
- 모루티
- 에스팔 고리야마
- Ati 고리야마
- 더 몰 고리야마
- 고리야마역 동쪽 쇼핑센터
- 이온타운 고리야마
- 쇼핑몰 페스타
- 서부 플라자
- 요쿠베니말 호하치초점

## 교통

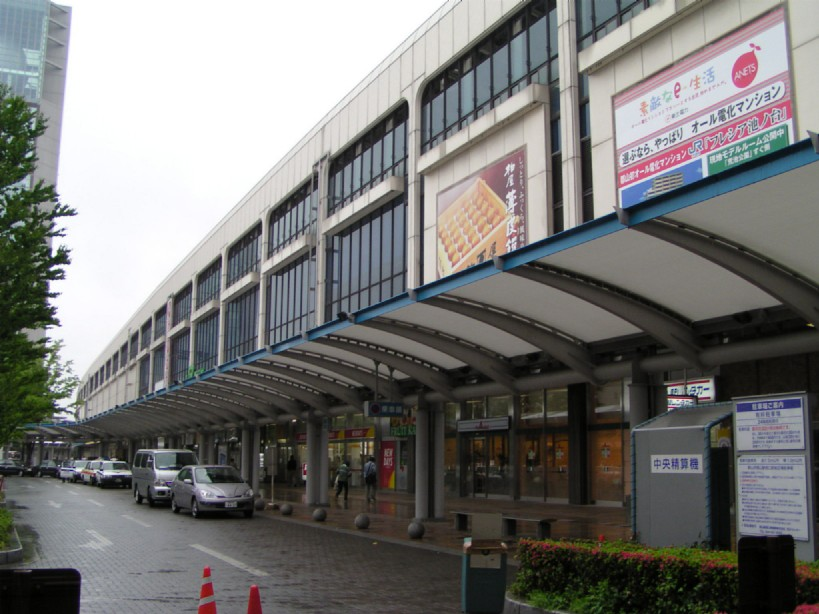
고리야마역

### 철도
- 동일본 여객철도
  - 도호쿠 신칸센
  - 도호쿠 본선
  - 반에쓰토선
  - 반에쓰사이선
  - 스이군선

### 도로
- 도후쿠 자동차도
- 반에쓰 자동차도
- 국도 4호선
- 국도 49호선
- 국도 288호선
- 국도 294호선

## 출신 인물
- 아시나 세이
- 히로키 류이치
- 사카모토 다카시(沙我) - 록 밴드 Alice Nine의 베이시스트

## 인구
| 연도 | 인구    | ±%     |
| ---- | ------- | ------ |
| 1960 | 213,771 | —      |
| 1970 | 241,726 | +13.1% |
| 1980 | 286,451 | +18.5% |
| 1990 | 314,642 | +9.8%  |
| 2000 | 334,824 | +6.4%  |
| 2010 | 338,712 | +1.2%  |

## 자매 도시
- 일본 나라현 나라시
- 일본 후쿠오카현 구루메시
- 일본 돗토리현 돗토리시